# Kanton Prémery
Der Kanton Prémery war bis 2015 ein französischer Wahlkreis im Arrondissement Cosne-Cours-sur-Loire, im Département Nièvre und in der Region Burgund; sein Hauptort war Prémery. Vertreter im Generalrat war zuletzt von 1998 bis 2015 Jacques Legrain.
Der Kanton Prémery war 246,82 km² groß und hatte (1999) 4080 Einwohner. Er lag im Mittel 275 Meter über dem Meeresspiegel, zwischen 212 Meter in Sichamps und 415 Meter in Montenoison.

## Gemeinden
Der Kanton bestand aus 14 Gemeinden:
| Gemeinde             | Einwohner Jahr | Fläche km² | Bevölkerungsdichte | Code INSEE | Postleitzahl |
| -------------------- | -------------- | ---------- | ------------------ | ---------- | ------------ |
| Arbourse             | 121 (2013)     | –          | – Einw./km²        | 58009      | 58350        |
| Arthel               | 99 (2013)      | –          | – Einw./km²        | 58013      | 58700        |
| Arzembouy            | 71 (2013)      | –          | – Einw./km²        | 58014      | 58700        |
| Champlemy            | 338 (2013)     | –          | – Einw./km²        | 58053      | 58210        |
| Champlin             | 39 (2013)      | –          | – Einw./km²        | 58054      | 58700        |
| Dompierre-sur-Nièvre | 195 (2013)     | –          | – Einw./km²        | 58101      | 58350        |
| Giry                 | 215 (2013)     | –          | – Einw./km²        | 58127      | 58700        |
| Lurcy-le-Bourg       | 299 (2013)     | –          | – Einw./km²        | 58147      | 58700        |
| Montenoison          | 122 (2013)     | –          | – Einw./km²        | 58174      | 58700        |
| Moussy               | 111 (2013)     | –          | – Einw./km²        | 58184      | 58700        |
| Oulon                | 70 (2013)      | –          | – Einw./km²        | 58203      | 58700        |
| Prémery              | 1.909 (2013)   | –          | – Einw./km²        | 58218      | 58700        |
| Saint-Bonnot         | 122 (2013)     | –          | – Einw./km²        | 58234      | 58700        |
| Sichamps             | 188 (2013)     | –          | – Einw./km²        | 58279      | 58700        |

## Bevölkerungsentwicklung
| 1962  | 1968  | 1975  | 1982  | 1990  | 1999  | 2006  |
| ----- | ----- | ----- | ----- | ----- | ----- | ----- |
| 5.513 | 6.014 | 5.367 | 4.844 | 4.322 | 4.080 | 3.991 |